# Christina Heinich
Christina Heinich (Lipsia, 8 luglio 1949) è un'ex velocista tedesca, attiva negli anni settanta.

## Palmarès
| Anno | Manifestazione | Sede              | Evento  | Risultato | Prestazione | Note            |
| ---- | -------------- | ----------------- | ------- | --------- | ----------- | --------------- |
| 1972 | Olimpiadi      | Monaco di Baviera | 4×400 m | Argento   | 42"95       |                 |
| 1974 | Europei        | Roma              | 4×100 m | Oro       | 42"51       | Record mondiale |

## Altre competizioni internazionali
1970
- Coppa Europa di atletica leggera ( Budapest)

1973
- Coppa Europa di atletica leggera ( Edimburgo)